# 刘纾妤
刘纾妤，前名刘淑怡（1989年12月11日—，绰号“Suki”，生于森美兰州）是第一届《万中选一》〈One in a Million〉马来西亚华裔女歌手，歌唱竞赛真人修总冠军。该竞赛是马来西亚第一个对冠军颁发一百万令吉现金奖的电视歌唱比赛。

## 传记

### 学业
刘纾妤参赛前就读英皇乔治五世国民中学的中四及中五。

### 《万中选一》
她在竞赛面试活动时演出杰克琳·维克托的《Gemilang》（译：光荣）而成功及格晋赛。
2006年9月22日，《万中选一》竞赛到总决赛，刘纾妤演唱两首歌曲，即：M2M的《Everything》（译：一切）及新创作歌《Berdiri》（译：站起来）而获得观众投票总数之39%，打败了其他候选莫哈末阿利夫（27%）与法依扎尔·塔基尔（34%）而成为冠军。

### 音乐业
2008年6月18日，刘纾妤与《万中选一》亚军法依扎尔·塔基尔半年多后才发出首张专辑《Finally | Akhirnya》（英文及马来文同义，译作“终于”）。 本专辑内容包括11首马来语与英语歌曲，包括《Berdiri》，及《Ku Teruskan》（译：我就继续，由孙燕姿原唱《逆光》翻成马来歌曲）。
2008年9月，为迎接迪士尼原创电影《搖滾夏令營》（Camp Rock）在东南亚迪士尼频道首映，刘纾妤录音该电影原声带其中一首歌《This is Me》（这是我）的马来文版，叫作《Siapa Aku》（我是谁）。
2009年，刘淑怡艺名改成刘纾妤，11月中为了转战中文歌坛而推出首张中文专辑叫做《Ladies’ Night》，由Monkey Bone及Galaxy Music出版发行。